# Moïse Nyarugabo Muhizi Mugeyo
 (octobre 2019).
Si vous disposez d'ouvrages ou d'articles de référence ou si vous connaissez des sites web de qualité traitant du thème abordé ici, merci de compléter l'article en donnant les références utiles à sa vérifiabilité et en les liant à la section « Notes et références ».
Moïse Nyarugabo Muhizi Mugeyo, né Moïse Nyarugabo le 16 janvier 1966 à Katongo en République démocratique du Congo, est un homme politique congolais (RDC), ancien ministre et sénateur.

## Biographie
Il est originaire du groupement de Bijombo, chefferie de Bavira, territoire d'Uvira dans la province du Sud-Kivu.
Il est détenteur d’un diplôme de master en droit de l'université d'Afrique du Sud, d'une licence en droit de l'université de Lubumbashi, d'un diplôme d’État en pédagogie générale de l’Institut Wanainchi Kagogo au Sud-Kivu.
Il a successivement exercé les fonctions suivantes : enseignant et proviseur d’école secondaire, juge au tribunal de paix de Rwashi-Kampemba à Lubumbashi, avocat à la Cour d’Appel de Lubumbashi, puis de Kinshasa Gombe, Coordonnateur des Projets, Chef de Service puis Chef de Département juridique et des ressources humaines à World Vision International/ Zaïre.

### Carrière politique
En 1997, il devient Secrétaire général de l’Office des biens mal acquis (OBMA).
En août 1998, il est désigné Vice-président du Rassemblement congolais pour la démocratie avec Ernest Wamba dia Wamba comme Président. Le 24 janvier 1999, il est désigné Premier Vice-président.

### Gouvernement de transition
En octobre 2006, il est nommé ministre de l’Économie nationale dans le gouvernement de transition, poste qu’il va occuper pendant une période de 111 jours après quoi il est élu sénateur pour la ville de Kinshasa en février 2007.